# Leah Kleschna
Leah Kleschna è un film muto del 1913 diretto da J. Searle Dawley che si basa sull'omonimo lavoro teatrale di C.M.S. McLellan andato in scena in prima al Manhattan Theatre di Broadway il 12 dicembre 1904.

## Trama
Leah Kleschna ha imparato fin da piccola l'arte del furto da suo padre, maestro di tutti i ladri parigini. Una notte, durante una rapina nell'abitazione di Paul Sylvain, viene sorpresa sul fatto dal padrone di casa. Lui, che l'ha conosciuta in precedenza, non chiama la polizia ma, invece, parla con lei, convincendola che l'essere umano non nasce malvagio e che è sempre possibile redimersi. Leah, colpita dalle sue argomentazioni e dalla sua dolcezza, ammette la cattiva influenza che ha avuto su di lei il padre e, dimostrandosi pentita, esprime il desiderio di iniziare una nuova vita. Mentre lascia la casa di Sylvain, Leah viene vista da Raoul Berton, fratello della fidanzata di Sylvain. Colta l'occasione al volo, l'uomo ne approfitta per rubare in casa, facendo in modo che la colpa del furto ricada su Leah. Quando infatti Sylvain scopre la sparizione dei gioielli di famiglia, è indotto a credere che Leah lo abbia ingannato, fingendosi ravveduta. Lei si difende, affermando la propria innocenza. Riesce a recuperare i gioielli, li restituisce a Sylvain e lascia Parigi. In seguito, Raoul viene arrestato e Paul rompe con la fidanzata. Messosi alla ricerca di Leah, la trova in campagna, lontana da Parigi, dove si è rifatta una vita onesta. Paul, chiedendole di sposarlo, le offre come regalo di nozze i gioielli di famiglia.

## Produzione
Il film fu prodotto dalla Famous Players Film Company. Motion Picture News del 15 novembre 1913 riportava che la Famous si era assicurata i diritti del famoso successo di Broadway Leah Kleschna per un film che sarebbe stato interpretato dalla famosa attrice teatrale Carlotta Nillson.

## Distribuzione
Distribuito dalla Famous Players Film Company e presentato da Daniel Frohman, il film uscì nelle sale statunitensi il 10 dicembre 1913.
Non si conoscono copie ancora esistenti della pellicola che viene considerata presumibilmente perduta.